# Vincy-Manoeuvre
Vincy-Manoeuvre är en kommun i departementet Seine-et-Marne i regionen Île-de-France i norra Frankrike. Kommunen ligger i kantonen Lizy-sur-Ourcq som tillhör arrondissementet Meaux. År 2022 hade Vincy-Manoeuvre 274 invånare.

## Befolkningsutveckling
Antalet invånare i kommunen Vincy-Manoeuvre
| Referens: INSEE |